# Asbagh ibn al-Faraj
Abū ʿAbd Allāh Aṣbagh ibn al-Faraj ibn Saʿīd ibn Nāfiʿ al-Umawī al-Miṣrī (arabe : أصبغ بن الفرج بن سعيد بن نافع الأموي المصري), mort en 840 ap. J.-C., est un traditionniste et juriste malikite égyptien.

## Vie et carrière
Né après 150/767 dans une famille de clients des Omeyyades, Aṣbagh ibn al-Faraj étudia le droit islamique (fiqh) auprès de disciples de Mālik ibn Anas comme Ibn al-Qāsim, Ashhab ibn ʿAbd al-ʿAzīz et Ibn Wahb. Il exerça comme mufti à Fusṭāṭ et acquit une grande réputation.
Socialement, Aṣbagh descendait d’un esclave attaché par les Omeyyades à la grande mosquée de ʿAmr pour y servir. Cette origine l’empêcha d’être nommé cadi pour lequel il fut pressenti à l’époque du gouverneur d’Egypte ʿAbd Allāh ibn Ṭāhir (gouv. 211-212/826-827). 
Il fut recherché par les agents du calife al-Muʿtaṣim (r. 218-227/833-842) pendant la miḥna et dut se cacher. Il mourut le dimanche 26 shawwāl 225 / 28 août 840.

## Œuvres
- Tafsīr gharīb al-Muwaṭṭaʾ (Glose des termes rares du Muwaṭṭaʾ)
- Kitāb adab al-ṣāʾim (L’étiquette du jeûneur)
- Kitāb samāʿi-hi min Ibn al-Qāsim (Auditions auprès d’Ibn al-Qāsim)
- Kitāb al-muzāraʿa (Des contrats de métayage)
- Kitāb ādāb al-quḍāt (Étiquette des cadis)
- Kitāb al-radd ʿalā ahl al-ahwāʾ (Réfutation des hétérodoxes)